# سیارک ۱۷۳۵۴
سیارک ۱۷۳۵۴ (به انگلیسی: 17354 Matrosov، نامگذاری:1977EU1) هفده هزار و سیصد و پنجاه و چهارمین سیارک کشف شده‌است که در ۱۳ مارس ۱۹۷۷ کشف شد.
قدر مطلق سیارک برابر ۱۹.۵ است.